# John Gower
Pour les articles homonymes, voir Gower.
 (février 2019).
Si vous disposez d'ouvrages ou d'articles de référence ou si vous connaissez des sites web de qualité traitant du thème abordé ici, merci de compléter l'article en donnant les références utiles à sa vérifiabilité et en les liant à la section « Notes et références ».

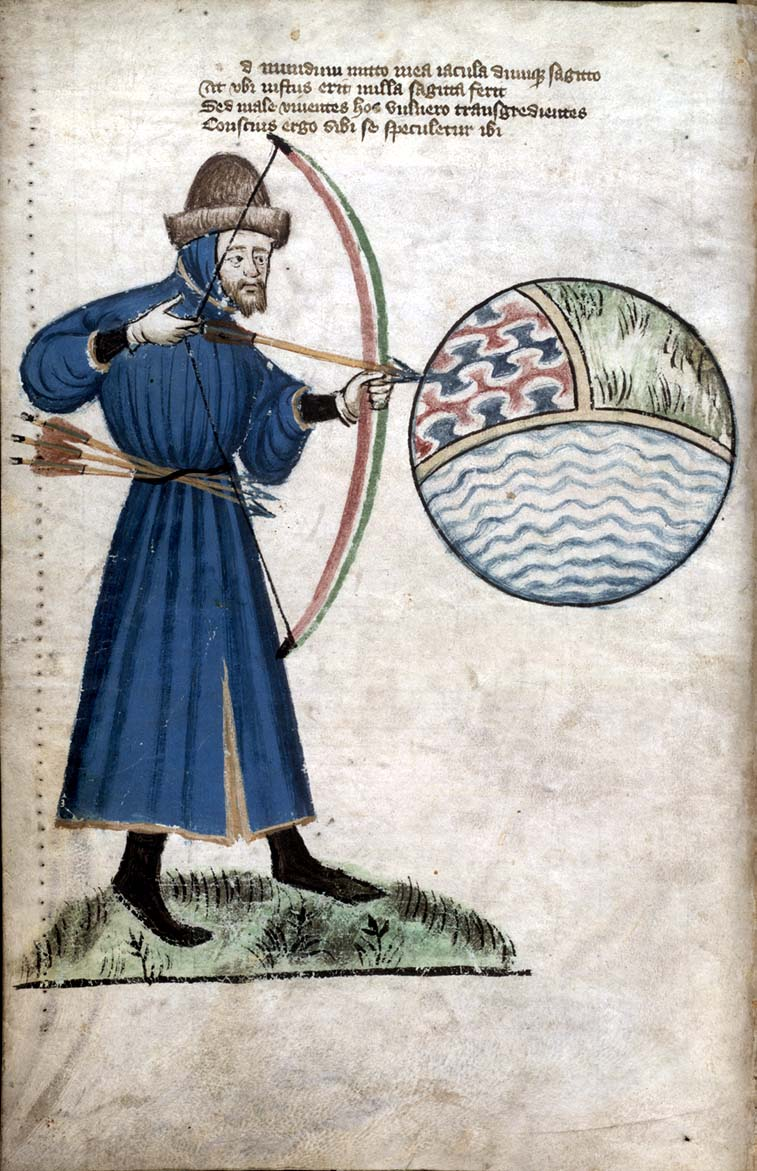
John Gower tirant sur le monde, une sphère de terre, d’air et d’eau

John Gower, né vers 1330 et mort en octobre 1408, était un poète anglais contemporain et ami personnel de Geoffrey Chaucer.
John Gower est surtout connu pour trois œuvres majeures, le Mirour de l'Omme, la Vox Clamantis et la Confessio Amantis, trois longs poèmes rédigés respectivement en anglo-normand, latin et anglais, qui tournent autour de thèmes politiques et moraux communs. Il est considéré comme le premier poète à avoir écrit en anglais.

## Biographie
On connaît peu de choses sur le début de la vie de Gower. Il était probablement d’une famille du Kent et il se peut qu’il ait été propriétaire terrien. On pense qu’il exerçait le droit autour de Londres ou dans les alentours.
À Londres, il est devenu étroitement lié à la noblesse de son époque. Il semble qu’il connaissait personnellement Richard II car, dans le prologue de la première édition de la Confessio Amantis, il raconte comment le roi, l’ayant rencontré par hasard sur la Tamise (probablement autour de 1385), l’a invité à bord du chaland royal et que leur conversation a eu comme conséquence une commande pour l’œuvre qui allait devenir la Confessio Amantis. Par la suite, il s’est rallié au futur Henri IV auquel sont dédiées les éditions postérieures de la Confessio Amantis.
Son amitié avec Chaucer est également bien attestée. Lorsque ce dernier fut envoyé en mission diplomatique en Italie en 1378, Gower est l’un de ceux à qui Chaucer a signé une procuration pour ses affaires en Angleterre. Les deux poètes se sont également mutuellement complimentés dans leurs vers : Chaucer a dédié en partie son Troïlus et Criseyde à « Gower le moral » qui lui a retourné la faveur en plaçant un éloge de Chaucer dans la bouche de Vénus à la fin de sa Confessio Amantis.
Vers la fin de sa vie, il s’est retiré dans la résidence fournie par le prieuré de Saint Mary Overeys (aujourd'hui la cathédrale de Southwark) où il s’est marié, en 1398, probablement pour la deuxième fois : son épouse, Agnes Groundolf, devait lui survivre. Dans ses dernières années, peut-être dès 1400, il est devenu aveugle. À sa mort en 1408, il a été enterré dans un somptueux tombeau qui demeure visible dans l’église du prieuré où il résidait.

## Œuvre

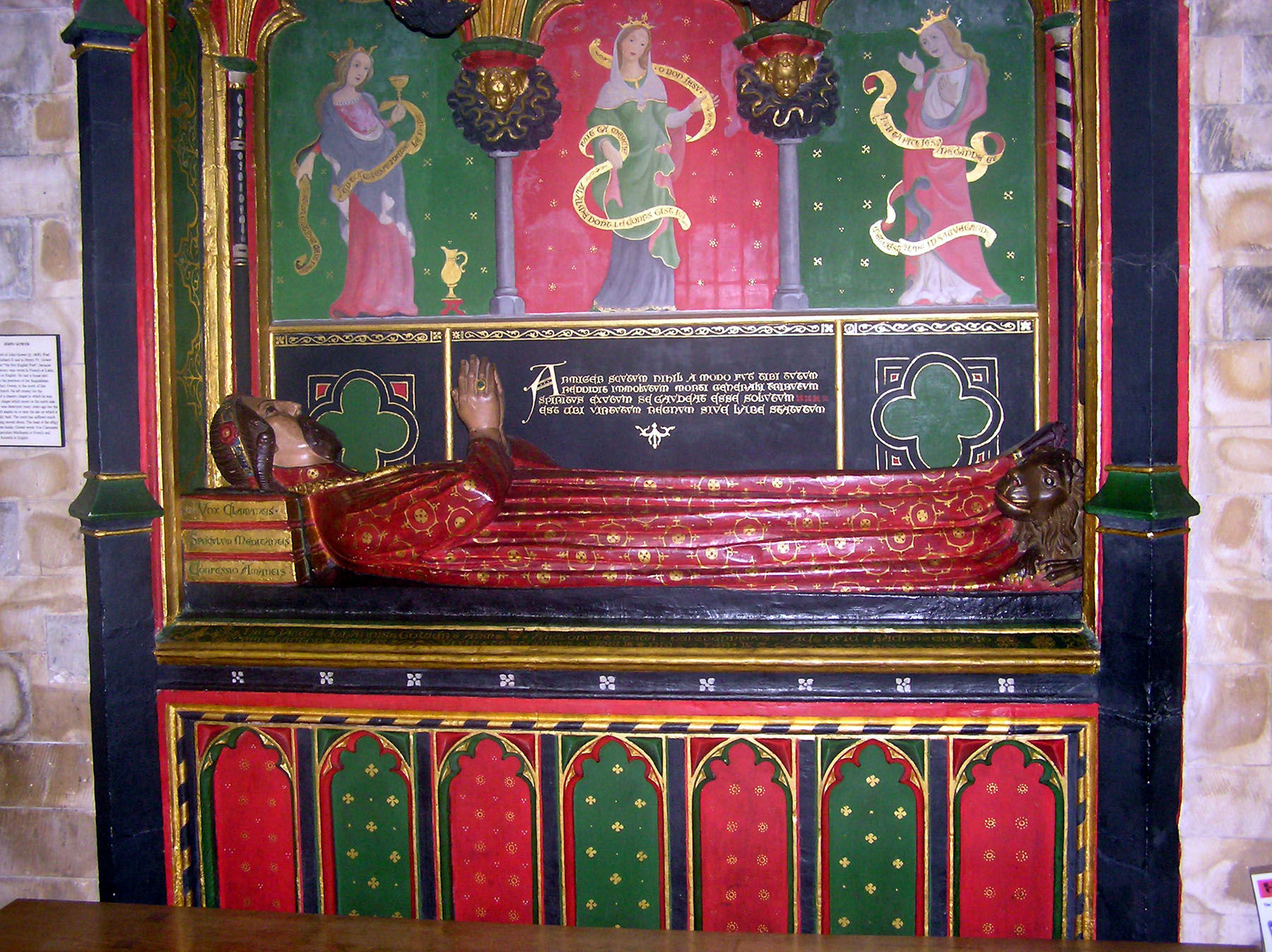
Le tombeau de John Gower à la cathédrale de Southwark

Bien que Gower ait été défini comme poète « moral » depuis que Chaucer lui a attribué cette épithète, ses vers sont tour à tour religieux, politiques, historiques et moraux. Son mode d’expression majeur est l’allégorie, bien qu’il préfère le style prosaïque empreint de force et de clarté du conteur aux abstractions élevées.
Ses premières œuvres étaient probablement des ballades en anglo-normand, qui n’ont pas survécu. La première œuvre à avoir survécu a été rédigée dans cette même langue : il s’agit du Mirour de l'Omme (1376-1379), Miroir de l'homme, également connu sous le titre latin de Speculum Meditantis (« Miroir du Penseur »), poème de près de 30 000 vers contenant une explication compacte sur la religion et la moralité.
La seconde œuvre majeure de Gower, Vox Clamantis (« Voix du Prophète »), rédigée en latin, prend pour sujet la situation de l’Angleterre et comprend un commentaire sur la grande révolte paysanne de 1381 qui se produisit au cours de la rédaction du poème. Gower y soutient l’aristocratie et semble avoir été impressionné par la manière dont Richard II s’y est pris pour réprimer la révolte.
Sa troisième œuvre est la Confessio Amantis (« Confession de l’Amoureux »), un poème de 30 000 vers en moyen anglais, qui recourt à la structure d’une confession chrétienne (présentée allégoriquement comme une confession des péchés contre l’amour) à l’intérieur d’une histoire sur laquelle viennent s’intercaler une multitude de différents contes. Comme dans ses œuvres précédentes, la moralité fait l’objet de cette confession, même lorsque les histoires tendent à décrire un comportement plutôt immoral.
Dans ses dernières années, Gower a écrit un certain nombre d’œuvres mineures dans chacune des trois langues : les Cinkante Ballades, une série de ballades en anglo-normand pour un public de nobles et de riches sur des sujets romantiques et plusieurs poèmes adressés au nouveau Henri IV qui lui vaudront une pension sous la forme d’un don annuel de vin.
La réception critique de la poésie de Gower a été mitigée. Le Moyen Âge l’a généralement considéré, de pair avec Chaucer, comme le père de la poésie anglaise : son épitaphe porte ainsi l'inscription « Anglorum Poeta celeberrimus ». Sa réputation a néanmoins diminué au cours du temps, en grande partie parce que son œuvre a été perçue comme trop didactique ou ennuyeuse. Il a reçu plus de reconnaissance au XXe siècle même s’il n’a pas obtenu le même lectorat ou la même acceptation critique que d’autres poètes principaux de la même période.